# M88A2 HERCULES
Der M88A2 HERCULES, englisch „Heavy Equipment Recovery Combat Utility Lift and Evacuation System“, ist ein Bergepanzer der US Army, der 1997 eingeführt wurde. Er ist das Nachfolgemodell des M88A1E1 Improved Recovery Vehicle und entstand aus der Notwendigkeit, die mit dem M1 Abrams überforderten Bergepanzer zu ersetzen. Er beruht auf dem bewährten Fahrgestell des M88A1, hat aber gegenüber dem Vorgänger deutlich verbesserte Hebe-, Zug- und Fahreigenschaften.

## Beschreibung
Generalunternehmer für die Fertigung der Fahrzeuge ist die „United Defense, Ground Systems Division“ in York (Pennsylvania). Die Fertigung des 1. Bauloses begann am 9. September 1994, mit einem Folgeauftrag am 2. Dezember 1994. Die Arbeiten wurden von „United Defense“ und dem „Anniston Army Depot“ (ANAD) in Anniston (Alabama) durchgeführt.
Dabei wurden M88-Fahrgestelle modifiziert und verstärkt, um sie so den Erfordernissen der M1-Abrams-Panzer anzupassen. Das Hauptaugenmerk wurde dabei auf die Bergeeinrichtung gelegt, die erheblich verstärkt wurde. Der verlängerte A-Kranbaum hat jetzt ein um 40 % gesteigertes Hebevermögen von 35 Tonnen und die Zugwinde bringt einen konstanten Zug von 31,5 Tonnen im einfachen Strang, was eine Steigerung um 55 % bedeutet. Das Windenseil hat eine Länge von 85,3 Metern. Auf der Stirnseite ist nun eine extern angebrachte Hilfswinde mit einer Zugkraft von 3 Tonnen vorhanden. Das Fahrzeug hat eine verbesserte Hydraulikanlage, stärkeren Antrieb und eine geänderte Federung des Laufwerks.
Auch der Panzerschutz wurde verbessert und dadurch das Einsatzgewicht erhöht. Die Gewichtserhöhung führte zu einer besseren Traktion und behob damit das Problem, dass im Schleppbetrieb häufig bei ungünstigen Bodenverhältnissen durchrutschende Ketten besonders bei Lenkbewegungen auftraten, was ein ständiges Ärgernis für die Mannschaft darstellte. Die Leistungssteigerung des Triebwerks ermöglicht nun eine um 25 % erhöhte Schleppleistung und höhere Marschgeschwindigkeit. Letztere war notwendig geworden, um mit den modernen Kampfpanzern halbwegs Schritt halten zu können. Bedingt durch den Einbau verbesserter und umfangreicherer Technik reduzierte sich aus Platzgründen die Besatzung um einen auf drei Mann.
Der Hercules-Bergepanzer ist Teil der „Forward Support Company (FSC) Combat Repair Team (CRT)“, das die Organisation und direkte Instandsetzung in den Einsatzkompanien sicherstellt. Das Fahrzeug gehört zu den verfügbaren technischen Einrichtungen, die es dem CRT ermöglichen, beschädigte Fahrzeuge zu erreichen und einzubringen, wo die Reparatur entweder durch das „Forward Repair System“ oder in der „Task Force Support Area (TFSA) Unit Maintenance Collection Point“ durchgeführt wird.

## Nutzung
Die ersten Fahrzeuge erhielt die US Army am 11. Juli 1997, als acht Fahrzeuge an Einheiten der „1st Cavalry Division“ (1. Kavalleriedivision) in Fort Hood (Texas) ausgeliefert wurden, wo sich auch die Panzertruppenschule der US-Streitkräfte befindet. Insgesamt erhielt die „1st Cavalry Division“ 46 Fahrzeuge. Unter den ersten Einheiten an die der neue Bergepanzer ausgeliefert wurde, war die 3rd Squadron, „8th Cavalry Regiment“ und das „215th Forward Support Battalion“ (FSB), die acht, bzw. ein Fahrzeug erhielten. Das Prädikat „First Unit Equipped“ (FUE) – Erstausstattung, beinhaltete einen kritischen Moment für Material und Entwicklung. Für den Hercules war das FUE am 31. Juli 1997 erfolgreich beendet, nachdem die betroffenen Einheiten ein zweieinhalbwöchiges Ausbildungsprogramm „New Equipment Training“ (NET) am „Ordnance Center and School“ (OC&S) abgeschlossen hatten. Die Kosten für die Modernisierung beliefen sich pro Fahrzeug auf 2,05 Mio. USD.
Ausgestattet wurden:
- Panzerbataillone je 7 Fahrzeuge
- Schwadronen der Kavallerieregimenter je 7 Fahrzeuge
- Schwadronen der Kavalleriedivisionen je 5 Fahrzeuge
- Panzerpionierbataillone je 2 Fahrzeuge
- Forward Support Battalion je 1 Fahrzeug

Somit ergibt sich eine Gesamtzahl von 629 Panzern.
Nach den Planungen des vorgesehenen „Force XXI“-Programms stehen folgende Änderungen an:
- Forward Support Company (FSC) der Panzerbataillone je 6 Fahrzeuge
- Base Support Company (BSC) je 4 Fahrzeuge
- Division Support Battalion je 1 Fahrzeug
- Division Aviation Support Battalion je 1 Fahrzeug
- Regimental Cavalry Squadron je 7 Fahrzeuge
- Division Cavalry Squadron je 5 Fahrzeuge

Danach werden nur noch 605 Fahrzeuge benötigt.

## Verbesserungen
Beweglichkeit:
- Höhere Fahrgeschwindigkeit – 24 % mit und 14 % ohne Schlepplast[Fn. 1][Fn. 2]
- um 20 – 25 % besserer Bremsleistung durch Einbau eines Bremskraftverstärkers
- um 20 – 25 % bessere Steigfähigkeit

Bergeeinrichtung:
- etwa 25 % höhere Schleppleistung
- etwa 55 % höhere Windenzugkraft
- etwa 40 % höhere Kranleistung
- Verbesserte Feinsteuermöglichkeit von Winde und Kran

## Probleme und Vergleich mit anderen Bergepanzern

### Probleme

#### Traktion
Größter Mangel des bisherigen Bergepanzers war dessen geringe Traktion auf feuchtem oder schlammigen Untergrund: Ein M1-Abrams-Kampfpanzer konnte damit nur geschleppt werden, wenn dessen Betriebsbremse einsatzbereit war. Es wurden daher zunächst mehrere Versuche angestellt, dieses Problem zu beheben und die Fahrzeuge nachzurüsten.
Im M88A2-Traction-Enhancement-Test waren Ingenieure des „HERCULES Program Managers office“ (ATC) und des „United Defense-Limited Partnership“ (UDLP) damit beauftragt, Lösungen zu finden um die Traktion des M88A2 HERCULES zu verbessern. Dazu wurden mehrere Veränderungen am Fahrgestell vorgenommen sowie die Anhängerkupplung für die Schleppgabel verlegt. Diese Veränderungen waren notwendig geworden, um sowohl das Durchrutschen der Ketten zu verringern, als auch ein Aufsetzen des Hecks bei Bergfahrten zu verhindern. Es wurden verschiedene Verbesserungen untersucht, die auf der Churchville Test Area (CTA) in Churchville (Maryland) getestet wurden.
Als Ergebnis der Tests erhielt der HERCULES am 10. August 1998 die Zulassung als Einzelfahrzeug für das Schleppen von Kampffahrzeugen der 70-Tonnen-Klasse.

#### Hauptwinde
Um die Hauptwinde vor Beschädigungen zu schützen, waren fünf Mikroschalter als Sensoren des Notabschaltsystems vorhanden. Trotzdem kam es immer wieder zu technischen Ausfällen kurz nach der Übergabe an die Truppe; sowohl in Fort Hood als auch in Kuwait. Daher wurde eine Untersuchungskommission gebildet um die Ursachen zu finden. Die Kommission setzte sich aus Angestellten der Fertigungsfirma und Mitgliedern staatlicher Stellen zusammen. Es wurde festgestellt, dass keine wirklich funktionierende Seilspanneinrichtung vorhanden war und sich das Windenseil somit nicht unter Vorspannung abspulte. In Folge war die Abspulgeschwindigkeit der Windentrommel höher als die der sich an der Austrittsöffnung befindlichen Seilspanneinrichtung. Es kam dadurch zu „Schlappseil“ und Verwicklungen auf der Windentrommel, die zum Ausfall der Winde führten. Die Kommission fand vier verschiedene Möglichkeiten heraus, mit denen sich das Problem beheben ließ. Man entschied sich schließlich dafür, die Drehgeschwindigkeit der Hauptwinde zu reduzieren.

### Vergleich mit anderen Bergepanzern
Das Fahrzeug ist den Bergepanzern der verbündeten Streitkräfte gegenüber stark im Nachteil. So kann im Gegensatz zum Char de Dépannage DNG/DCL und dem Bergepanzer Büffel mit angehängter Last über 6 t diese nicht seitlich geschwenkt werden (auch bei Lasten unter 6 t und angehobenem Stützschild ist eine seitliche Schwenkung im Feinbereich sehr schwierig). Ebenso kann auf der Motorabdeckplatte kein Ersatztriebwerk mitgeführt werden.

## Technische Daten des M88A2
- Kranleistung: 35 t
- Windenleistung: ca. 70 t im doppelten Strang
- Kombiniertes 3-Gang-Automatik-Steuerungs- und Bremsgetriebe
- Zwei Hydraulikkühler
- Höchstgeschwindigkeit in Marschfahrt: 56 km/h
- Höchstgeschwindigkeit in Schleppfahrt: 29 – 42 km/h
- Tankinhalt: 400 Gallonen (1515 Liter)
- Kraftstoffverbrauch: 93 Liter auf 100 km bei 28 km/h
- Watfähigkeit ohne Vorbereitung: 56 inches (ca. 1,42 m)
- Watfähigkeit mit Vorbereitung: 102 inches (ca. 2,59 m)
- Steigfähigkeit: 60 %
- Grabenüberschreitfähigkeit: 103 inches (ca. 2,62 m)
- Kranleistung mit angehobenem Schild: 6 t
- Kranleistung mit abgesenktem Schild, vierfach geschertes Kranseil: 35 t
- Höhe des Kranbaums bei 2,4 m Ausladung: 6,75 m
- Höhe des Kranbaums bei 1,2 m Ausladung: 7,5 m

## Nutzerstaaten
- Vereinigte Staaten
- Ägypten (21 Einheiten[1])
- Australien (7 Einheiten[1])
- Irak (16+ Einheiten[2])
- Polen (26 Einheiten bestellt[3])

## Einsätze

### Zwischenfälle
Nach einer Übung Ende März 2025 in Litauen wurden vier US-Soldaten und ihr M88 vermisst. Das Fahrzeug wurde später in einem Gewässer auf dem Übungsplatz nahe Pabradė in rund fünf Metern Tiefe geortet. Am 31. März gelang es, das Fahrzeug und die Leichen von drei Besatzungsmitgliedern zu bergen. Der vierte Soldat wurde einen Tag später tot gefunden.